# Mi piace lavorare (Mobbing)
Mi piace lavorare (Mobbing) è un film prodotto nel 2003 e diretto da Francesca Comencini, con Nicoletta Braschi e un cast di attori non professionisti.

## Trama
Anna è una giovane donna separata, madre di una bambina di nome Morgana e figlia di un anziano padre malato, a cui spesso va a far visita nella casa di riposo che lo ospita. Con mille sacrifici e rinunce, riesce a sbarcare il lunario, con lo stipendio di 1.500 euro al mese.
In ufficio ricopre il ruolo di segretaria capocontabile, lavoro che svolge con passione, guadagnandosi un pizzico d'invidia da parte delle colleghe. A casa, la sua vita è caratterizzata dall'amore per la figlia Morgana. La bambina si occupa quotidianamente di far la spesa e la sera, le legge Il piccolo principe di Antoine de Saint-Exupéry, mentre lei, sfinita, si addormenta.
L'azienda per cui Anna lavora, per una fusione societaria, è stata assorbita da una multinazionale. Durante una piccola festa aziendale, i nuovi vertici informano i dipendenti sul rinnovato assetto societario, rassicurandoli che questa ristrutturazione non comporterà mutamenti per i loro posti di lavoro. Anna, e i colleghi, festeggiano brindando, mangiando e ballando. Il clima sembra rilassato anche se si percepisce nell'aria una nota d'insicurezza.
Il nuovo assetto societario porterà invece, di lì a poco, inattesi cambiamenti nella sua vita lavorativa e di conseguenza anche in quella familiare. Anna viene rimossa dal suo ruolo. Le vengono proposti incarichi inutili o impossibili. Di lì comincia la sua tragica discesa in un vortice. Viene abbandonata dalla falsa amicizia delle colleghe e dei colleghi, che sembrano evitarla e comportarsi come un branco che abbandona l'animale malato.
Subisce un primo demansionamento. Il computer che le viene assegnato è rotto e mai verrà riparato e neppure le sue colleghe l'aiuteranno.
Viene poi incaricata di cercare due fatture in archivio una delle quali è stata sottratta dallo stesso capo del personale, che le ha surrettiziamente affidato, pertanto, una mansione impossibile.
I lavori a cui è destinata diventano sempre più demotivanti, come quando viene assegnata al controllo della fotocopiatrice.
Il fatto poi di venire evitata, isolata dai colleghi contribuisce ad accrescere la sua angoscia.
Infine, posta a cronometrare il lavoro dei magazzinieri per ottimizzare i tempi di lavoro, è quasi aggredita da alcuni di loro e con violenza apostrofata "spia". Anna cade in depressione e si ammala. A casa non riesce a fare più nulla: sarà sua figlia ad accudirla e a ridarle la vita. Tornata al lavoro, continuano però le stesse dinamiche di prima. Giunge il giorno del saggio di danza della figlia. Anna si prepara per uscire e raggiungere la bambina. Viene chiamata dal capo delle risorse umane che le propone di firmare una lettera di dimissioni affermando che ha deluso le aspettative, malgrado avesse buone capacità e malgrado l'azienda le abbia ripetutamente prodigato fiducia e pazienza, facendole inoltre un panegirico sulla sua condizione di donna sola e sul fatto che come madre debba pensare a sua figlia. A quel punto Anna reagisce e dicendogli di non nominare mai più sua figlia esce dall'ufficio.
Cerca di raggiungere Morgana, ma non riesce a individuarla da nessuna parte. Alla fine, dopo tanto penare, la trova a casa del bambino del negozio di alimentari dove Morgana fa la spesa.
Anna finalmente si reca dal sindacato e racconta quello che ha subito nei mesi precedenti sul lavoro. Farà causa e vincerà. Tra mille timori per il nuovo lavoro che l'attende al ritorno e per il viaggio che sta per fare, parte con sua figlia, rassicurata dalla bambina.

## Accoglienza
Mi piace lavorare ha totalizzato 68.000 € la prima settimana di uscita, incassandone 210.816 € in totale.

## Riconoscimenti
- Vincitore al festival di Berlino 2003, sezione Panorama
- Candidatura ai Nastri d'argento alla migliore attrice per Nicoletta Braschi
- Festival de Cine de Mar de Plata vinto - migliore attrice protagonista a Nicoletta Braschi
- Nastri d'argento 2005: miglior soggetto